# Thompson (Dakota Północna)
Thompson – miasto w Stanach Zjednoczonych, w stanie Dakota Północna, w hrabstwie Grand Forks.